# Robert Kells

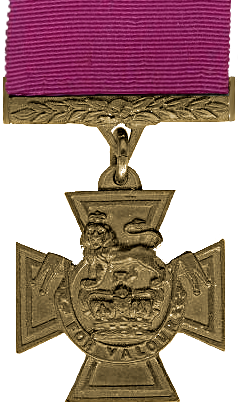
Croix de Victoria avec ruban et sans barrette

Robert Kells (7 avril 1832 - 14 avril 1905) est un récipiendaire anglais de la croix de Victoria, la plus haute et prestigieuse distinction militaire pour acte de bravoure face à l'ennemi qui peut être attribuée aux forces armées britanniques et du Commonwealth.

## Biographie

### Distinction militaire
Robert Kells est né en Inde le 7 avril 1832 à Meerut. À l'âge de 25 ans, il était lance-corporal (grade inférieur au rang de Caporal dans l'armée britannique) dans le 9e/12e régiment royal de lanciers de l'armée britannique durant la révolte des cipayes, lorsque l'acte suivant, pour lequel il a été décoré de la croix de Victoria, se produisit le 28 septembre 1857 à Bulandshahr en Inde:

« Acte remarquable de bravoure ayant eu lieu à Bolundshahur, le 28 septembre 1857, pour avoir défendu son commandant, Captain Drysdale, face à l'ennemi, alors que celui-ci était allongé dans la rue avec sa clavicule brisée après que son cheval a été immobilisé par un coup de feu. Kells resta avec lui jusqu'à ce qu'ils soient hors de danger. Dépêche du général de division Sir James Hope Grant, K.C.B., datée du 8 avril 1858. »

### Informations supplémentaires
Il rejoint plus tard la 1st Bengal European Light Cavalry (renommée les 19th Hussars en 1862) et atteint le rang de sergent. Il prit sa retraite en 1868. Le 1er janvier 1881, il fut nommé membre de la garde royale de la reine Victoria.
Kells mourut le 14 avril 1905 et fut enterré au Lambeth cemetery à South London.

## La médaille
Sa médaille de la croix de Victoria est l'une des quatre exposées au Regimental Museum du 9e/12e régiment royal de lanciers au Derby Museum en Angleterre. Ces médailles ont été vendues 130 000 £ en 2006.